# Васинское сельское поселение
Ва́синское се́льское поселе́ние — упразднённое муниципальное образование в составе Дорогобужского района Смоленской области России.
Административный центр — деревня Васино.
Образовано Законом Смоленской области от 20 декабря 2004 года. Упразднено Законом Смоленской области от 25 мая 2017 года с включением всех входивших в его состав населённых пунктов в Михайловское сельское поселение.

## Географические данные
- Расположение: северо-восточная часть Дорогобужского района
- Общая площадь: 200,59 км²
- Граничило:
  - на севере — с Сафоновским районом
  - на востоке — с Вяземским районом
  - на юго-востоке — с Угранским районом
  - на юге — с Ушаковским сельским поселением
  - на западе — с Полибинским сельским поселением.
- По территории поселения проходит автомобильная дорога Р134 «Старая Смоленская дорога» Смоленск — Дорогобуж — Вязьма — Зубцов
- Крупные реки: Осьма, Костря.

## Население
| 2011 | 2012 | 2013 | 2014 | 2015 | 2016 | 2017 |
| ---- | ---- | ---- | ---- | ---- | ---- | ---- |
| 298  | ↘290 | ↘287 | ↘284 | ↘283 | ↘266 | ↘261 |

## Населённые пункты
На территории поселения находилось 11 населённых пунктов:
- Васино, деревня
- Абрамово, деревня;
- Вороново, деревня;
- Городок, деревня;
- Деревенщики, деревня;
- Ленкино, деревня;
- Леоньково, деревня;
- Самцово, деревня;
- Селюшки, деревня;
- Славково, деревня;
- Щербинино, деревня.